# Young Maylay
Крістофер Беллард (англ. Christopher Bellard, нар. 17 червня 1979, Лос-Анджелес, Каліфорнія, США), також відомий як Young Maylay — американський репер, звукорежисер і актор. Він зіграв Карла "CJ" Джонсона, головного героя відеогри Grand Theft Auto: San Andreas 2004 року.

## Раннє життя
Крістофер Беллард народився і виріс у Лос-Анджелесі, штат Каліфорнія, на тлі бандитського насильства та розквіту гангста-репу в криміногенному районі, де панувала бідність, що надихнуло його на реп-кар'єру. Беллард - молодший двоюрідний брат актора і репера Шона Фонтено, який зіграв Франкліна Клінтона, одного з головних героїв гри Grand Theft Auto V.

## Музична кар'єра

### Ранні роки: 2000-2005
Його реперська кар'єра зрештою злетіла у 2000 році, у віці 21 року. За допомогою King T, Мейлей вперше з'явився на альбомі Killa Tay Thug Thisle з піснею #1 Hottest Coast (Killa Cali) у 2000 році. Пізніше він з'явився на альбомі Rodney O & Joe Cooley Summer Heat у 2002 році. Відтоді він з'являвся на багатьох релізах по всьому Західному узбережжю. Мейлей написав більшу частину альбому King T Ruthless Chronicles. Він заснував свій незалежний лейбл у 2005 році на гроші від GTA: San Andreas і того ж року випустив свій дебютний мікстейп.

### До Lench Mob: 2006-2008
У 2006 році Мейлей знявся у відеокліпі на сингл Deeyah What Will It Be. Того ж року він з'явився на альбомі DJ Crazy Toones CT Experience, що став першою спільною роботою тріо DJ Crazy Toones, WC та Young Maylay. У 2007 році тріо почало працювати над альбомом Maylay The Real Coast Guard. Альбом вийшов у 2008 році, і того ж року WC підписав контракт з Young Maylay на лейбл Bigg Swang/Lench Mob.

### Lench Mob: з 2008
Лейбл Lench Mob Records був заснований у 2006 році, щоб видавати записи Ice Cube та WC, але згодом були підписані й інші артисти, наприклад, Young Maylay, якого Ice Cube вважає ветераном. Діджей Crazy Toones створив два блоги для Maylay, перший називається Who's Young Maylay? Mix Blog, а другий - Young Maylay, WC & Bad Lucc Mix Blog.
Young Maylay працює над трьома альбомами: власним, WC та Crazy Toones. Young Maylay з'явився у двох треках Ice Cube під назвою Y'all Know Who I Am та Too West Coast на альбомі I Am the West.
У 2010 році Young Maylay з'явився на двох треках альбому DJ Premier Presents Year Round Records - Get Used To Us. Трек Temptation є сольним, а трек Ain't Nuttin' Changed (remix) - спільною роботою з Blaq Poet та MC Eiht.
В одному з інтерв'ю, відповідаючи на питання про новий альбом, Мейлей сказав:
| Ліві лапки | Так, я працюю над альбомом. Але назву я більше не скажу! (сміється). І ми знатимемо, коли його випустимо. Але у мене є дещо, що я хочу випустити. Я збирався назвати його «Brushfires and Earthquakes», тому що це Каліфорнія цілий день. Але це буде більш-менш схоже на мікстейп. Альбом ще в роботі. Я не намагаюся просто взяти пісні, які я не використовував, зі свого мікстейпу, записати їх на CD і назвати це своїм альбомом. Я не можу назвати конкретні терміни, ми працюємо щодня. Так що справа не в тому, щоб закінчити пісні або щось подібне, час - це все, чувак. | Праві лапки |

### OBG Rider Clicc
OBG Rider Clicc - реп-тріо Young Maylay (з Young Dre The Truth і Killa Polk), яке вперше з'явилося на альбомі Young Dre під назвою Revolution In Progress The Movement з синглом Let's Get The Game Bacc Right, а пізніше з'явилося разом з Compton Cavie, Dresta і BG Knocc Out з піснею Wes Indeed на мікстейпі Cali Luv Celly Cel.

## Grand Theft Auto: San Andreas
Maylay працював у Нью-Йорку, коли йому зателефонував DJ Pooh, який був на зустрічі зі співробітниками Rockstar Games. Вони почали звичайну розмову про музику, яка, як не знав Мейлей, відбувалася по гучному зв'язку. Співробітники Rockstar почули цю розмову, і після того, як вона закінчилася, вони порадили Pooh запросити Maylay на прослуховування. Через кілька тижнів після прослуховування Rockstar переглянула записи і обрала Maylay на роль головного героя гри Grand Theft Auto: San Andreas, Карла "CJ" Джонсона.
У грі Мейлей працював разом з такими знаменитостями, як актори Семюел Л. Джексон, Джеймс Вудс, Пітер Фонда, Кліфтон Пауелл, Фейзон Лав, Біг Бой, Девід Кросс, Енді Дік, Кріс Пенн, Денні Дайер, Френк Вінсент, Сара Танака, Майкл Вінслоу, Чарлі Мерфі і Вільям Фіхтнер, репери Ice-T, MC Eiht, Chuck D, The Game, Кід Фрост і Йо-Йо, а також з музикантами Джорджем Клінтоном, Axl Rose, Sly & Robbie , Майклом Бівінсом, Шонером Райдером та іншими. Коли його запитали, чи розглядав би він можливість знову зіграти роль CJ у майбутній грі Grand Theft Auto, якщо б йому випала така можливість, Мейлей заявив, що він ніколи більше не зіграє роль CJ через конфлікт з Rockstar Games.

## Maylaynium Muziq
Malaynium Muziq - це власний незалежний лейбл Young Maylay, що базується у Студіо-Сіті, Каліфорнія. На цьому лейблі виходили його мікстейпи.

## Дискографія

### Мікстейпи
- 2005 — San Andreas: The Original Mixtape
- 2008 — The Real Coast Guard

## Фільмографія

### Фільми
| Рік  | Назва            | Роль              | Примітки |
| ---- | ---------------- | ----------------- | --- |
| 2004 | The Introduction | Карл «CJ» Джонсон | Короткометражний фільм, зроблений на ігровому рушії Grand Theft Auto: San Andreas, показує події, що відбувалися до самої гри. |

### Телебачення
| Рік  | Назва       | Роль  | Примітки                 |
| ---- | ----------- | ----- | ------------------------ |
| 2014 | The Brodies | Маріо | Невідомий епізод/епізоди |

### Відеоігри
| Рік  | Назва                                                  | Роль              | Примітки                                                |
| ---- | ------------------------------------------------------ | ----------------- | ------------------------------------------------------- |
| 2004 | Grand Theft Auto: San Andreas                          | Карл «CJ» Джонсон |                                                         |
| 2021 | Grand Theft Auto: The Trilogy — The Definitive Edition | Карл «CJ» Джонсон | Ремастер Grand Theft Auto: San Andreas; Архівна озвучка |